# Vaux, Vienne
Vaux, ou Vaux-en-Couhé là một xã, tọa lạc ở tỉnh Vienne trong vùng Nouvelle-Aquitaine, Pháp. Xã này có diện tích 25,84 km², dân số năm 2006 là 673 người. Xã nằm ở khu vực có độ cao trung bình 120 m trên mực nước biển. 

## Hành chính
| Danh sách các xã trưởng |                  |                     |      |         |
| Giai đoạn               | Giai đoạn        | Tên                 | Đảng | Tư cách |
| mars 2001               | tháng 3 năm 2008 | Jean-Claude Thoreau |      |         |
| mars 2008               |                  | Marie-José Gracient |      |         |

## Biến động dân số
| 1962                                                            | 1968 | 1975 | 1982 | 1990 | 2006 | 2006 |
| --------------------------------------------------------------- | ---- | ---- | ---- | ---- | ---- | ---- |
| 730                                                             | 784  | 710  | 730  | 616  | 631  | 673  |
| Nombre retenu à partir de 1962: Population sans doubles comptes |      |      |      |      |      |      |